# Plains of Oblivion
 (septembre 2012).
Plains of oblivion est un album de Jeff Loomis. Sorti en 2012, il est le second album solo de Loomis. Certains guitaristes tels que Chris Poland, Marty Friedman, Tony McAlpine et Atila Voros ont participé à cet album.

## Liste des titres
1. Mercurial
2. The ultimatum
3. Escape velocity
4. Tragedy And Harmony
5. Requiem For The Living
6. Continuum Drift
7. Surrender
8. Chosen Time
9. Rapture
10. Sibylinne Origin